# Good Angels Košice
Le Young Angels Košice (ex- Good Angels Košice, slovaque : Dobrí anjeli Košice, ex-K Cero I.C.P. Košice), est un club slovaque de basket-ball féminin situé à Košice. Le club appartient à l'élite du championnat slovaque.

## Historique

Ancien logo du K Cero I.C.P. Košice.

## Palmarès
- Champion de Slovaquie : 2004, 2005, 2006, 2007, 2008, 2009, 2010, 2011, 2012, 2013, 2014, 2015, 2016, 2017, 2018
- Coupe de Slovaquie : 2003, 2004, 2007, 2008, 2009, 2010, 2011, 2012, 2013[2], 2014, 2015, 2016, 2018, 2021
- Ligue d'Europe centrale de basket-ball féminin : 2013[3], 2014

## Entraîneurs successifs
- Depuis ? : Vladimir Karnay

## Effectif 2014-2015
| Numéro | Nom               | Née le           | Taille | Nationalité | Poste         |
| 1      | Crystal Langhorne | 27 octobre 1986  | 1,89 m | États-Unis  | Ailière forte |
| 2      | Janka Mincikova   | 5 avril 1989     | 1,70 m | Slovaquie   | Meneuse       |
| 4      | Romy Bär          | 17 mai 1987      | 1,87 m | Allemagne   | Ailière       |
| 5      | Martina Kissová   | 26 mai 1993      | 1,86 m | Slovaquie   | Ailière       |
| 7      | Zuzana Žirková    | 6 juin 1980      | 1,75 m | Slovaquie   | Arrière       |
| 8      | Beáta Janoscíková | 14 octobre 1993  | 1,97 m | Slovaquie   | Pivot         |
| 9      | Barbora Bálintová | 15 décembre 1994 | 1,75 m | Slovaquie   | Meneuse       |
| 10     | Zofia Hruscáková  | 12 janvier 1995  | 1,90 m | Slovaquie   | Ailière forte |
| 12     | Teja Oblak        | 20 décembre 1990 | 1,72 m | Slovénie    | Arrière       |
| 41     | Ta'Shauna Rodgers | 8 décembre 1989  | 1,80 m | États-Unis  | Arrière       |

Entraîneur : Maros Kovacik
Assistant : 	Peter Jankovic

## Effectif 2013-2014
| Numéro | Nom                  | Née le           | Taille | Nationalité | Poste               |
| 4      | Farhiya Abdi         | 31 mai 1992      | 1,88 m | Suède       | Arrière             |
| 5      | Zuzana Žirková       | 6 juin 1980      | 1,75 m | Slovaquie   | Arrière             |
| 8      | Beáta Janoscíková    | 14 octobre 1993  | 1,96 m | Slovaquie   | Pivot               |
| 9      | Barbora Bálintová    | 15 décembre 1994 | 1,75 m | Slovaquie   | Meneuse             |
| 10     | Zofia Hruscáková     | 12 janvier 1995  | 1,90 m | Slovaquie   | Ailière forte       |
| 11     | Lynetta Kizer        | 4 avril 1990     | 1,96 m | États-Unis  | Pivot               |
| 12     | Irinia Osispova      | 25 juin 1981     | 1,97 m | Russie      | Pivot               |
| 12     | Katarina Pindrochova | 3 octobre 1988   | 1,82 m | Slovaquie   | Ailière             |
| 13     | Lucia Kupcikova      | 28 août 1984     | 1,86 m | Slovaquie   | Ailière             |
| 14     | Tijana Krivačević    | 8 avril 1990     | 1,90 m | Serbie      | Ailière forte Pivot |
| 15     | Miljana Bojovic      | 17 mai 1987      | 1,81 m | Serbie      | Arrière             |
| 22     | Magdalena Zietara    | 1er octobre 1992 | 1,80 m | Pologne     | Arrière             |
| 34     | Jia Perkins          | 23 février 1982  | 1,73 m | États-Unis  | Arrière             |

Entraîneur : Maros Kovacik
Assistant : 	Peter Jankovic

## Effectif 2012-2013
| Numéro | Nom                  | Née le            | Taille | Nationalité        | Poste               |
| 4      | Helena Sverrisdóttir | 11 mars 1988      | 1,84 m | Islande            | Arrière             |
|        | Katarina Pindrochova | 3 octobre 1988    | 1,82 m | Slovaquie          | Ailière             |
| 9      | Barbora Bálintová    | 15 décembre 1994  | 1,75 m | Slovaquie          | Meneuse             |
| 10     | Zofia Hruscáková     | 12 janvier 1995   | 1,90 m | Slovaquie          | Ailière forte       |
| 11     | Petra Kulichová      | 13 septembre 1984 | 1,98 m | République tchèque | Intérieure          |
| 13     | Lucia Kupcikova      | 28 août 1984      | 1,86 m | Slovaquie          | Ailière             |
| 14     | Tijana Krivačević    | 8 avril 1990      | 1,90 m | Serbie             | Ailière forte Pivot |
| 15     | Miljana Bojovic      | 17 mai 1987       | 1,81 m | Serbie             | Arrière             |
| 22     | Allie Quigley        | 31 mars 1986      | 1,78 m | États-Unis         | Arrière             |
| 33     | Plenette Pierson     | 31 août 1981      | 1,86 m | États-Unis         | Ailière forte       |
| 34     | Riquna Williams      | 28 mai 1990       | 1,78 m | États-Unis         | Arrière             |
|        | Natasha Lacy         | 8 juillet 1985    | 1,78 m | États-Unis         | Arrière             |
|        | Beáta Janoscíková    | 14 octobre 1993   | 1,96 m | Slovaquie          | Pivot               |
|        | Martina Kissová      | 26 mai 1993       | 1,86 m | Slovaquie          | Arrière             |

Entraîneur : Maros Kovacik

## Effectif 2011-2012
| Numéro | Nom                  | Née le          | Taille | Nationalité | Poste         |
| 4      | Danielle McCray      | 8 octobre 1987  | 1,80 m | États-Unis  | Arrière       |
| 5      | Katarina Pindrochova | 3 octobre 1988  | 1,82 m | Slovaquie   | Ailière       |
| 8      | Jana Carnoká         | 18 mars 1987    | 1,74 m | Slovaquie   | Meneuse       |
| 9      | Katarina Hrickova    | 12 mai 1980     | 1,81 m | Slovaquie   | Arrière       |
| 11     | Natalia Vieru        | 25 juillet 1989 | 1,96 m | Russie      | Intérieure    |
| 12     | Anna Jurčenková      | 26 juillet 1985 | 1,95 m | Slovaquie   | Intérieure    |
| 13     | Lucia Kupcikova      | 28 août 1984    | 1,86 m | Slovaquie   | Ailière       |
| 14     | Kayla Pedersen       | 14 avril 1989   | 1,92 m | États-Unis  | Ailière forte |
| 15     | Miljana Bojovic      | 17 mai 1987     | 1,81 m | Serbie      | Arrière       |
| 22     | Bernadett Németh     | 31 mars 1980    | 1,73 m | Hongrie     | Meneuse       |
| 24     | Helena Sverrisdóttir | 11 mars 1988    | 1,84 m | Islande     | Arrière       |
| 35     | Erin Lawless         | 6 mai 1985      | 1,85 m | Slovaquie   | Ailière       |
|        | Iveta Salkauske      | 3 février 1982  | 1,96 m | Slovaquie   | Intérieure    |
|        | Zuzana Žirková       | 6 juin 1980     | 1,75 m | Slovaquie   | Arrière       |

Entraîneur : Stefan Svitek

## Effectif 2010-2011
| Numéro | Nom               | Née le          | Taille | Nationalité | Poste      |
| 4      | Candice Dupree    | 16 août 1984    | 1,88 m | États-Unis  | Intérieure |
| 5      | Martina Kissová   | 26 mai 1993     | 1,85 m | Slovaquie   | Ailière    |
| 7      | Zuzana Žirková    | 6 juin 1980     | 1,75 m | Slovaquie   | Arrière    |
| 9      | Katarina Hrickova | 12 mai 1980     | 1,81 m | Slovaquie   | Arrière    |
| 11     | Ivana Jalcová     | 25 octobre 1983 | 1,83 m | Slovaquie   | Arrière    |
| 12     | Anna Jurcenkova   | 26 juillet 1985 | 1,95 m | Slovaquie   | Intérieure |
| 13     | Lucia Kupcikova   | 28 août 1984    | 1,86 m | Slovaquie   | Ailière    |
| 24     | Charde Houston    | 10 avril 1986   | 1,84 m | États-Unis  | Ailière    |
| 25     | Miljana Musovic   | 17 mai 1987     | 1,81 m | Serbie      | Arrière    |
| 35     | Erin Lawless      | 6 mai 1985      | 1,85 m | Slovaquie   | Ailière    |

Entraîneur : Stefan Svitek
Avant les quarts de finale de l'Euroligue, Zuzana Žirková est engagée par l'UMMC Iekaterinbourg moyennant des compensations financières qui permettent d'engager Crystal Langhorne en remplacement de Charde Houston, ainsi que la lituanienne Marina Solopova pour Žirková.